# ケイト・グリーナウェイ

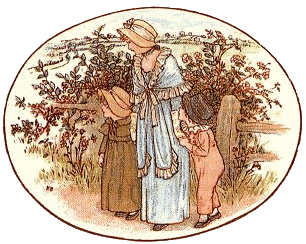
1885年に描かれたグリーナウェイの作品。右側の男の子はスケルトン・スーツを着用している。

ケイト・グリーナウェイ (Kate Greenaway) ことキャサリン・グリーナウェイ（Catherine Greenaway, 1846年3月17日 - 1901年11月6日）は、イギリスのヴィクトリア朝時代に活躍したラファエル前派の画家である。児童書の挿絵で知られる。
彼女が描く子どもたちは、男の子はスモック・フロックやスケルトン・スーツ、女の子はボンネットやモブキャップ・ストロー・ボンネットの付いたハイウエストのピナフォア、ドレスなどを身に着けていた。ケイトが描いたこれらの服は、リバティ百貨店が実際の子ども服のデザインとして採用し、「グリーナウェイ・スタイル」と呼ばれて一つのブームとなった。
1858年から1871年にかけて、フィンズベリー美術学校、サウス・ケンジントン美術学校、ヘザーリー美術学校、スレード美術学校でグラフィック・デザインと美術の教育を受けた。彼女は、急成長していたグリーティングカード市場のためにデザインを始め、クリスマスカードやバレンタインカードを制作した。1879年、版画家で印刷業者でもあるエドモンド・エヴァンスの企画により出版された『窓の下で』は瞬く間にベストセラーとなり、彼女の名声を確立した。エヴァンスとのコラボレーションは、その後10年以上にわたって続いた。
絵本の黄金時代と呼ばれるヴィクトリア朝において、ウォルター・クレイン、ランドルフ・コールデコットらとともに活動した。19世紀当時のイギリスでは子供が『小さな大人』として扱われがちだったが、ケイトはその中にあって子供を『子供』として絵描いた数少ない画家の一人である。その作品はイギリスだけでなく世界中で人気を博し、イギリス、ドイツ、アメリカ各国で多数の後追い作家が生まれた。
1955年に彼女を記念して設立されたケイト・グリーナウェイ・メダルは、イギリスのChartered Institute of Library and Information Professionalsにより、毎年、児童書のイラストレーターに授与されている。

## 生い立ち
ケイト・グリーナウェイは、ロンドン市ホクストンで、労働者階級の家庭に4人兄弟の2番目として生まれた。母のエリザベスは裁縫師、父のジョンは事務所から独立したばかりの版画家だった。ケイトが幼い頃、ジョンはチャールズ・ディケンズの『新版ピックウィック・ペーパーズ』挿絵版画の依頼を受け、仕事に専念するため家族をノッティンガムシャー州の片田舎、ロレストンに住む親戚の家に預けた。ロレストンでの日々はケイトにとって美しく楽しい思い出であり、児童文学研究者のハンフリー・カーペンターは「彼女はロレストンこそ自分の本当の故郷であり、常に思い返す場所だと感じていた」と述べている。
ところがジョンの仕事先だった出版社が倒産し、一家は収入の道を絶たれてしまう。そこでエリザベスは子供たちを連れてロレストンから戻り、ジョンと合流。1850年、一家はイズリントンに引っ越し、この洒落た町でエリザベスは裕福な顧客を集め、裁縫師の腕を活かして収益性の高い子供服の店を開く。幸いこれが繁盛したことでグリーナウェイ家の財政は安定した。
一家は店の上のアパートに住んでいたが、幼いケイトは自由に出歩き、よく裏の庭で花を眺めていた 。この庭は「彼女の子供時代の思い出の重要な一部であり、完璧な花の庭とはどのようなものかという彼女のビジョンの源である」という。また、ケイトは後に未完となった自叙伝の中で、イズリントンを"豊かな色彩と深みのある陰影 "に満ちた場所だったと記している
 。
この頃のケイトはチャップ・ブックの熱心な読者で、「眠れる森の美女」、「シンデレラ」、「美女と野獣」のほか、挿絵付きのシェイクスピア作品もお気に入りだった。
父ジョンは自分の家族だけではなく、母と二人の妹も養わねばならなかった。彼は版画の仕事を続けていたが、それはたいてい『イラストレイテッド・ロンドン・ニュース』など週刊誌のためのものであり、しばしば徹夜で作業を行っていた 。父の仕事を見るのが好きだったケイトは、その作品を通じてジョン・リーチ、ジョン・ギルバート、ケニー・メドウズなどのイラストに触れていったが、その中には殺人犯ウィリアム・パーマーについての一連の挿絵といった陰惨なものも含まれていた。彼女は後に「子どもたちは人が思うような本には少しも興味を示さず、大人向けの本が好きなことが多いと思う。少なくとも私はそうだった」と記している。

## 教育および初期の仕事

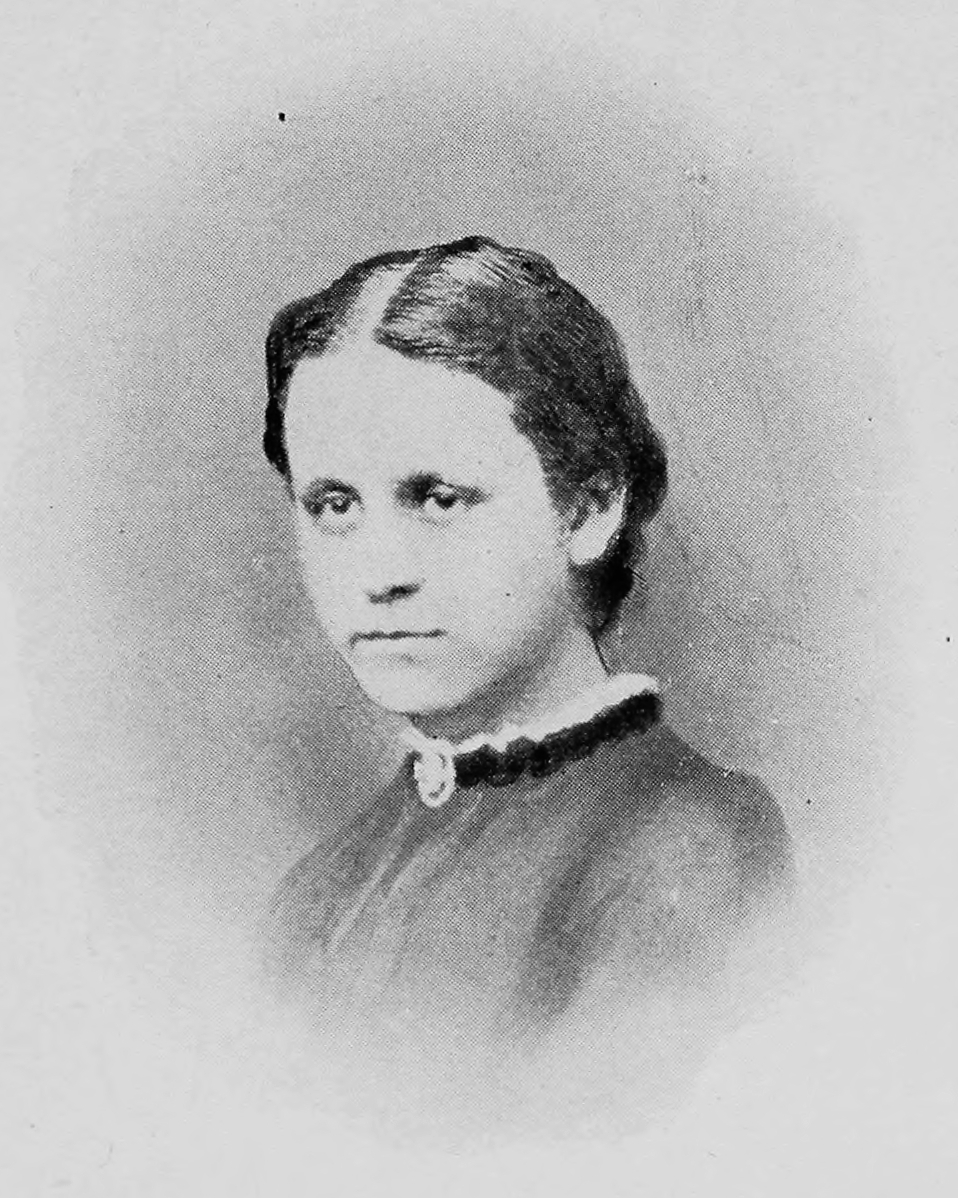
16歳のケイト

ケイトはその子供時代、生活上のストレスから逃れるために空想にふけることが多く、多くの人から「変わった子供」と評されていた。しかしケイト自身は「子供の頃はとても幸せな時間を過ごした。不思議なことに、全く同じ環境にいる兄や姉よりもずっと幸せだった」と語っている。反面、その空想癖のために人付き合いを苦手としており、学校に通うのはほぼ不可能なほどだった。そこで母は彼女と姉妹に家で勉強させたが、ケイトはどの科目にも集中できず、姉妹が勉強している間、ただ絵を描いているだけで満足していた。不幸にも、幼少期の不規則な教育により、彼女は文字に対する理解が不十分であったため、後にイラストに合わせて詩を書くことが難しくなった。
彼女が芸術への情熱を見出したのは1857年、12歳のときに、年上のいとこに付き添う形でフィンズベリー美術学校に入学してからである。当初は女性専門の夜間コースでデッサン、磁器画、木彫刻、石版画を学んでいたが、ケイトの熱意を見た両親は、1年後、彼女を全日制に移籍させた。ヘンリー・コールによって考案されたカリキュラムは、装飾用の壁紙やタイル、カーペットなどをデザインする職人を養成するためのもので、幾何学的な要素や植物的な要素を、創造性を持たずに忠実にコピーすることに重点が置かれていた。ケイトは1864年にここでのカリキュラムを修了し、サウスケンジントンの王立女子美術学校に進学する。
ケイトはかなり内気な性格で、自分は他の学生に比べて地味で魅力がないと思っていたが、人気者のエリザベス・トンプソンと出会って意気投合する。二人はスタジオをシェアし、ともに熱心に学んだ。ケイトは石膏模型から始め、次に歴史的または装飾的な衣装を着たモデルを使って人物を描くことを許されたが、着衣のモデルでは筋肉や骨格について完全に習得することは難しかった 。女性のクラスではヌードモデルが許可されないことに不満を抱いたケイトはヘザーリー美術学校の夜間クラスにも通い始め、ここでエドワード・バーン＝ジョーンズ、ウォルター・クレイン、エドワード・ポインターらと出会った。
1871年、ケイトはポインターが校長を務めるスレード美術学校にも入学する 。ポインターはヘンリー・コールの厳格なカリキュラムからの脱却を目指し、学生たちに表現力や創造性を高めるように指導した。しかしここでも女性と男性の授業が分離されていることに、ケイトは再び不満を覚えた。
このように熱心に学びながらも、一方でケイトは展覧会の準備をする時間を確保し、キャリアアップのために商業的な仕事も引き受けるようになる。1867年に『Infant Amusements』の表紙を描いたのが最初で、これを機に子どもの本を専門に扱うようになった。彼女の評判は、国立女子美術学校での受賞と、初期の展覧会によって高められた。1868年には妖精の水彩画を出品し、『ピープルズ・マガジン』の出版者であるW. J. ロフティがこれを購入している。その1年後にはFrederick Warne & Coが、トイブック版『ダイヤモンドとヒキガエル』のために6枚のイラストをケイトから購入した 。1871年、Gall & Inglisはダルニー夫人の童話を出版し、彼女はその挿絵を描いている 。この年、彼女は授業を受ける傍らで70ポンド以上の収入を得ていた。
ケイトの作品は色彩があまりにも派手で、それは彼女自身も自覚していた。これは、ケイトが色刷木版の色彩プロセスについて技術的な知識を持っていなかったことに原因があった。そこで彼女は頻繁にナショナル・ギャラリーを訪れ 、お気に入りだった『アルノルフィーニの肖像』を描いたヤン・ファン・エイクなどの巨匠に学んだ。また、大英博物館の写本室にも入り、装飾写本を研究している。

## フリーランス時代
1840年代に登場したグリーティングカードは、1860年代に入って爆発的な勢いで普及した 。1871年、ケイトはベルファストのカードメーカー、Marcus Ward & Coにフリーランスの画家として雇用される 。
この会社は、ヴィクトリア時代のカード印刷会社の中でも特に質の高さで定評があった。同社は「ケイトの特別な才能は、コスチュームの造形と可憐な色彩感覚にあった」と述べている  。裁縫師の母を持つケイトは、服の生地やスタイルに精通しており、中世から18世紀までの衣装を描くことができた。彼女がデザインしたカードは人気が高く、バレンタインの時期には数週間で25,000枚も売れたという。

## エドモンド・エヴァンスとの出会いと『窓の下で』
1876年、子供向けの人気雑誌「リトル・フォークス」にケイトの線画が採用され、やがて1877年にはアメリカの子供向け雑誌「セント・ニコラス」にも使われるようになった。同年、ケイトの父は、かつての同僚であるエドモンド・エヴァンスに手紙を出し、ケイトの作品を見てもらおうと面会を申し込んだ。エヴァンスはフリート街でカラー印刷業を営み大成功を収めており、グリーナウェイ夫妻は彼と組めばケイトの成功が約束されると考えたのである。エヴァンスは、ケイトと父親をサリー州の自宅に招き、彼女のポートフォリオを見て、美学運動の流れを汲む彼女のスタイルに大きな可能性を見出した。ケイトの絵に描かれている女性たちは、人気の高い「グリーン・ギャラリー」という色のゆったりとしたドレスを着て、ウィリアム・モリス風のい草の底の椅子に座り、ダンテ・ゲイブリエル・ロセッティが流行させた青と白の陶器のカップでお茶を飲み、日本の花木に囲まれたひまわりの咲く庭で踊っていた。
エヴァンズは、ケイトの作品を印刷することは大きなチャンスだと考えていたが、添えられたケイトの詩が「文法的に意味をなさない」ことを問題視し、ケイトに詩人のフレデリック・ロッカー・ランソンを紹介した。ランソンは詩作の手伝いにとどまらず、ケイトをロンドン社交界に招待して有益な人脈を作らせ、裕福な市場に彼女のイラストを売り込んだ。1879年10月に発売された『窓の下』の成功は、ランソンの援助が適切であったことを示している。
素朴で牧歌的な子供の詩を集めた『窓の下』は瞬く間にベストセラーとなった。第1刷は2万部が発行されたが全く供給が足りず、店頭では1冊6シリングだった価格が10シリングにまで吊り上がった。エヴァンスは、『窓の下』をアメリカやヨーロッパで7万部まで増刷して販売するとともに、ケイトに急いで2冊目の本を考えるように促した。1880年のクリスマス商戦に向けて企画されたこの新刊「ケイト・グリーナウェイの子供のためのバースデーブック」はケイトの名前を前面に押し出し、人気絵本作家のルーシー・セール・バーカーによる詩が添えられていた。
『窓の下』に続く『バースデーブック』の成功により、ケイトの生活は大きく変わった。ランソンはケイトの親友となり、共にディナーやパーティーへ招待され、ハイソサエティな音楽イベントや劇場での夜の催しなどにも出席するようになる。こうした日々の中で、社交界を代表するホステスであるレディ・ジューンと出会ったケイトは、彼女の紹介でドイツの皇太子妃ヴィクトリアと面会し、裕福なパトロンからは子供たちの肖像画を依頼され、ロイヤル・アカデミーでの展示会に招待されるようにもなっていった。しかし彼女は、そんな自分のことを「美しい鳥の中のカラス」と表現するなど、自分を取り巻く環境に違和感を覚えている。
人気作家として注目を集める反面、ケイトは批判も多く浴びるようになり、1880年の『パンチ』では、ランドルフ・コルデコットやウォルター・クレインと並んでパロディにされている。また1881年9月に出版した童謡集は失敗に終わった。しかし1883年に出版した『Little Ann and Other Poems』はヒットし、他の挿絵画家がケイトの描く子供たち『グリーナウェイ・チルドレン』の模写を求められるほどの反響を得る。女性作家は報酬などの待遇で不当な差別を受けがちだったが、ランソンはケイトが受け取る印刷会社や出版社からの報酬が、男性作家と同等になるように配慮していた。

## ジョン・ラスキンとの恋
ケイトは1880年からオックスフォード大学の教授で美術評論家のジョン・ラスキンと手紙を交わしており、1883年に直接出会ってからも交際が続いていた。しかし真剣に結婚を考えていたケイトに対し、名うてのプレイボーイだったラスキンにはその気が全くなかった。二人は1900年にラスキンが亡くなるまで文通を続けていた。

## 晩年

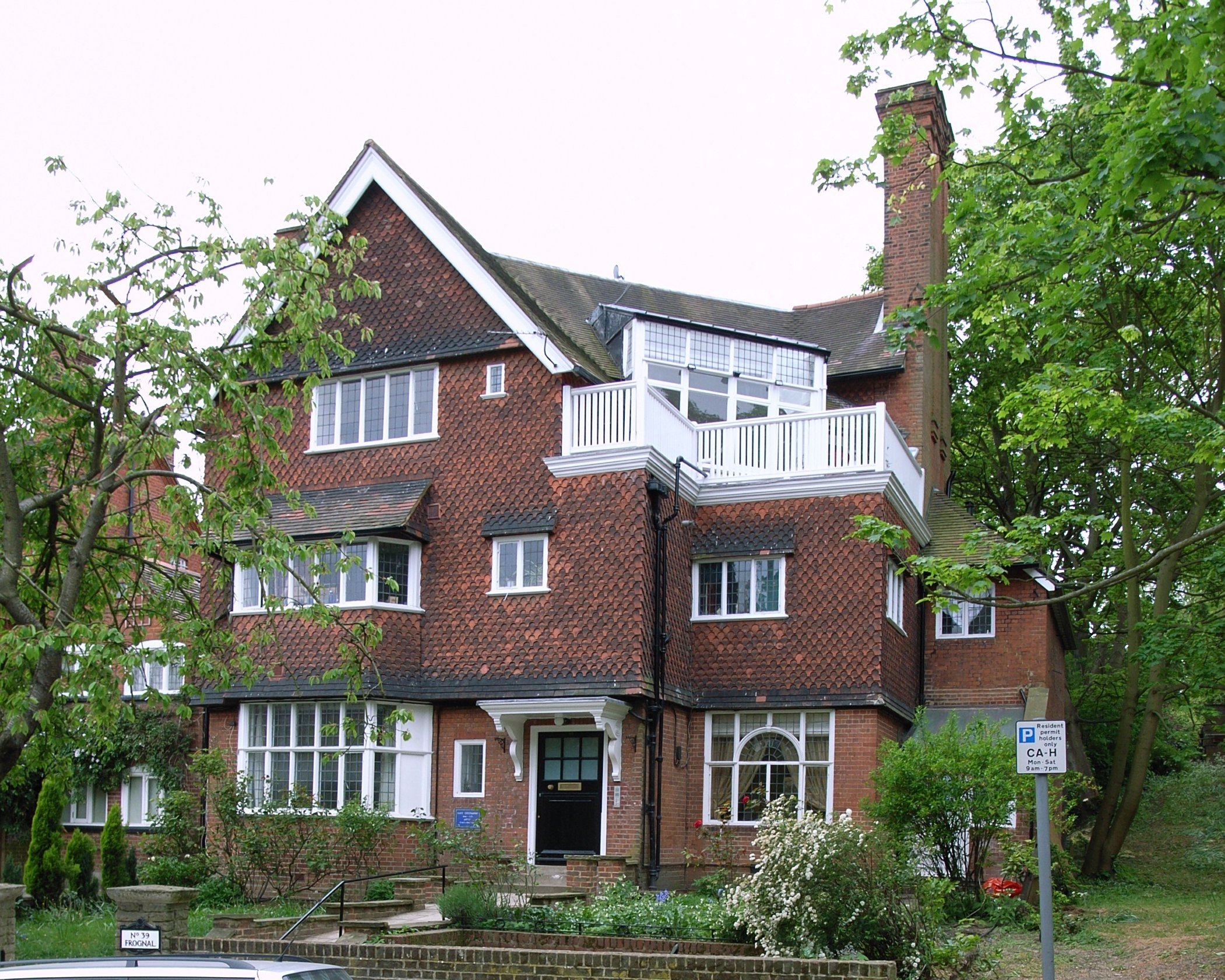
リチャード・ノーマン・ショーがケイトのために建てたフロッグナルの家

1880年代には、ケイトをはじめ、クレーンやオーブリー・ビアズリーなどの画家が人気を博し、ブックプレート（蔵書票）のデザイナーとしても活躍した。彼らの作品には、流れるような蔓や花模様など、複雑なアールヌーボーの要素が見られる。
ケイトの最後の大作『マリーゴールド・ガーデン』は1885年に出版されたが、6,500部の販売にとどまった。その後は、ロバート・ブラウニングの『ハーメルンの笛吹き男』（1888年）、『ケイト・グリーナウェイのゲームの本』（1889年）の挿絵を担当し、それぞれ約1万部の売り上げを記録している。
ケイトは1889年に王立水彩画家協会の会員に選ばれた。1893年にはイリノイ州シカゴで開催された万国博覧会のシカゴ科学産業博物館やパレス・オブ・ファイン・アーツに作品を出品している 。
彼女はリチャード・ノーマン・ショウに依頼してロンドンのフロッグナルにアーツ・アンド・クラフツスタイルの家を建築し、普段はそこで暮らしていたが、夏はロレストンで過ごした。
1890年に父が急死し、その数年後の1894年には母が急死したことは、ケイトにとって大きなダメージとなった。彼女は大人になっても幼少期を抱えたままであり、精神的に自立できていない部分があった。両親の死後、ケイトは姉のファニーと事業を始めようとしたが実現せず、詩や自伝、劇などを書いてみたが成功しなかった。1890年代後半になると、ケイトは体調を崩し、乳がんとわかっても誰にも言わず、手遅れになるまで手術にも応じなかった。1900年にジョン・ラスキンが亡くなると、数年間手紙の返事がなかったにもかかわらず、ケイトは大きなショックを受けた。ケイトは乳がんの合併症ではなく、風邪やリウマチを患っていると主張しながら活動を続けていたが、1901年11月6日、フロッグナルの自宅において55歳の若さで亡くなり、 ロンドンのハムステッド墓地に埋葬された。

## ギャラリー

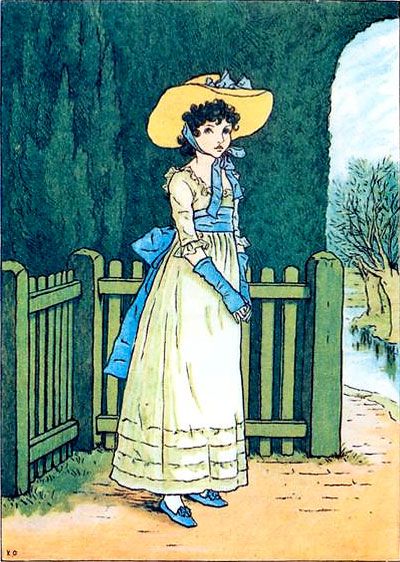
『マリーゴールド・ガーデン』より
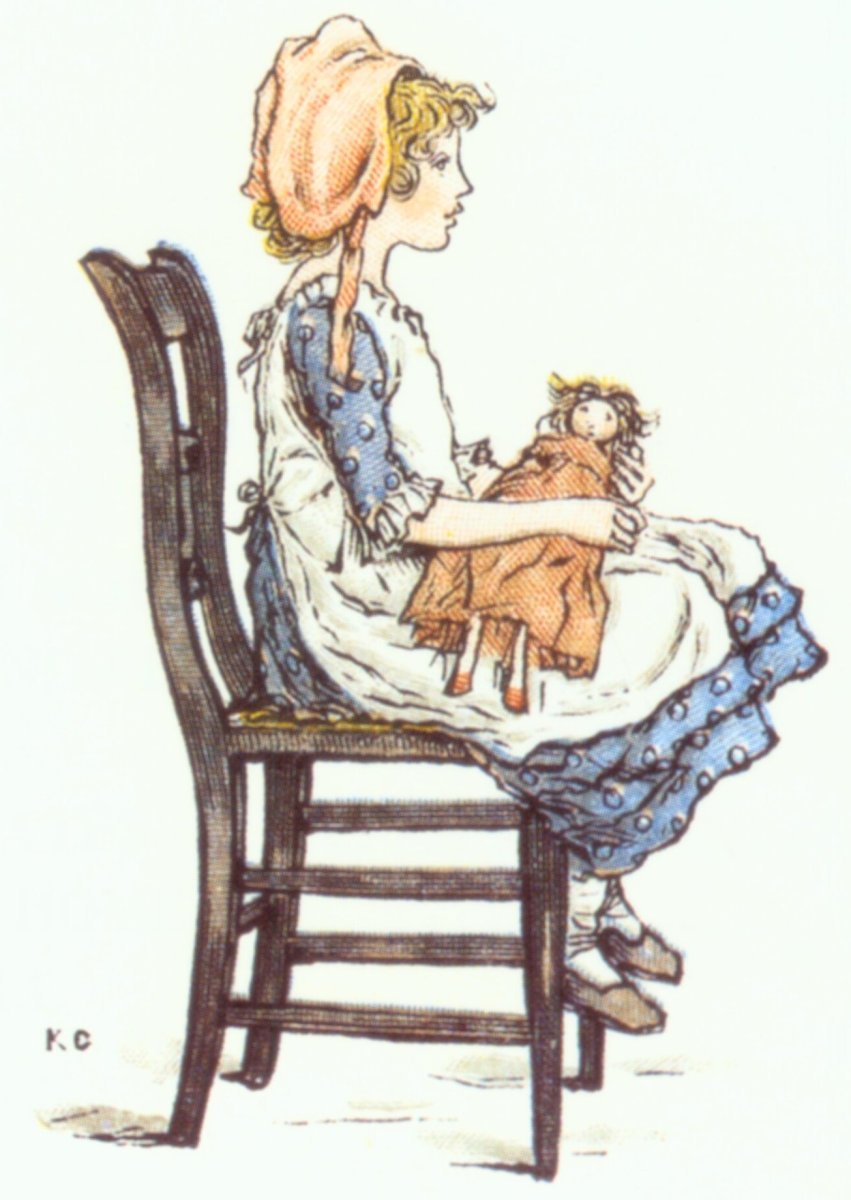
『海賊島の女王様』より
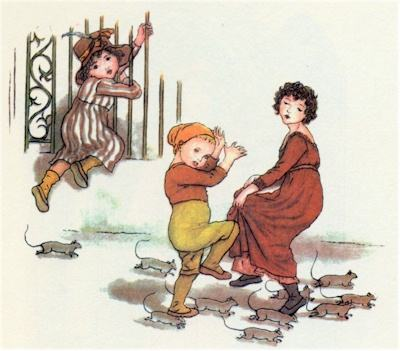
『ハーメルンの笛吹き男』より
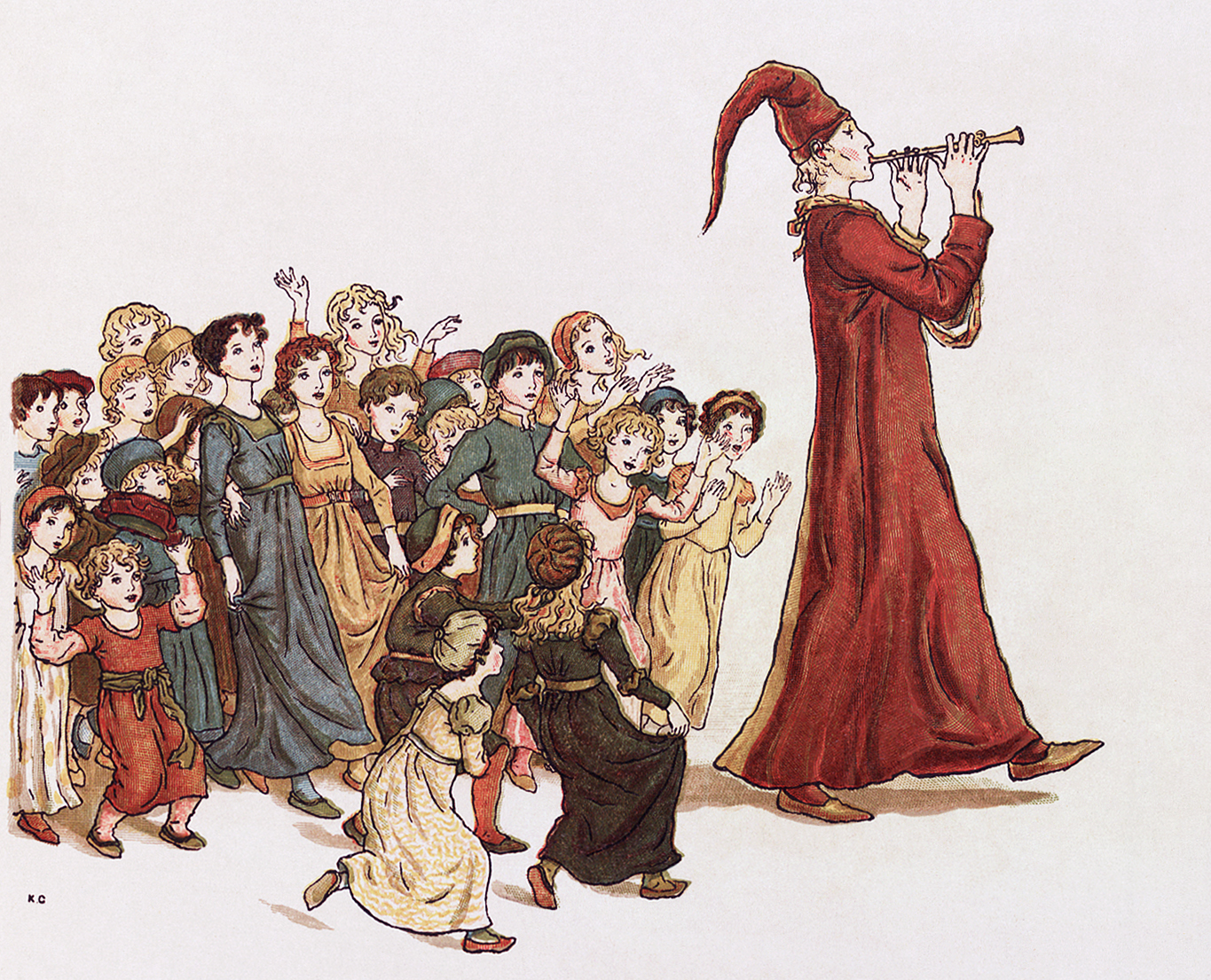
ハーメルンから子供たちを連れ出す笛吹き男。ロバート・ブラウニングによるバージョンの物語。ケイトが描いたイラストを、父のエドモンド・エヴァンスが版画にしたもの。
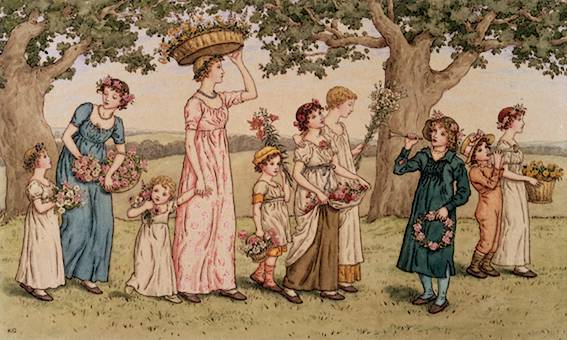
『五月祭』
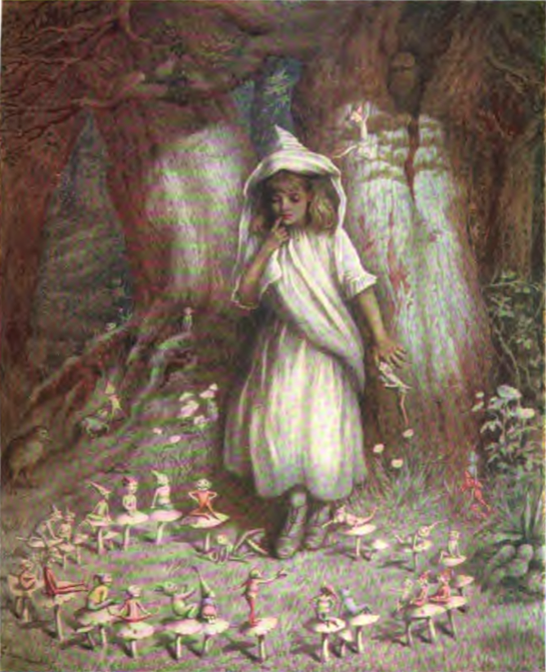
『妖精の輪』
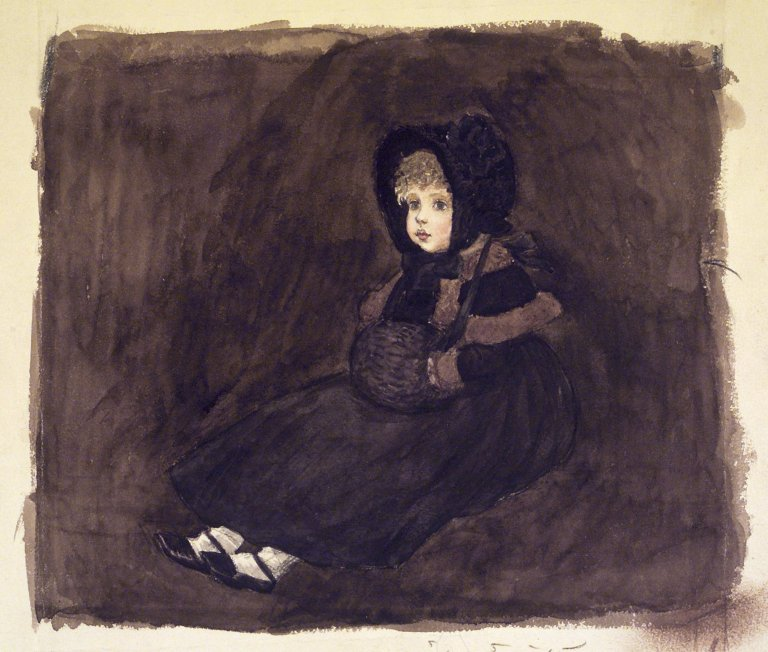
『マフを着けた女の子』。ブルックリン美術館蔵。
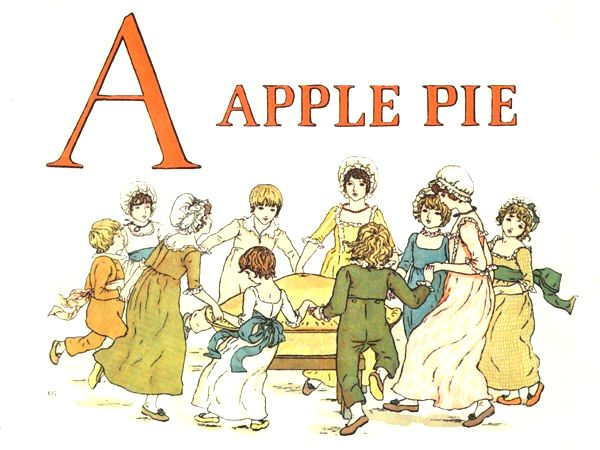
『アップルパイのA』。『昔ながらの文字の本』より
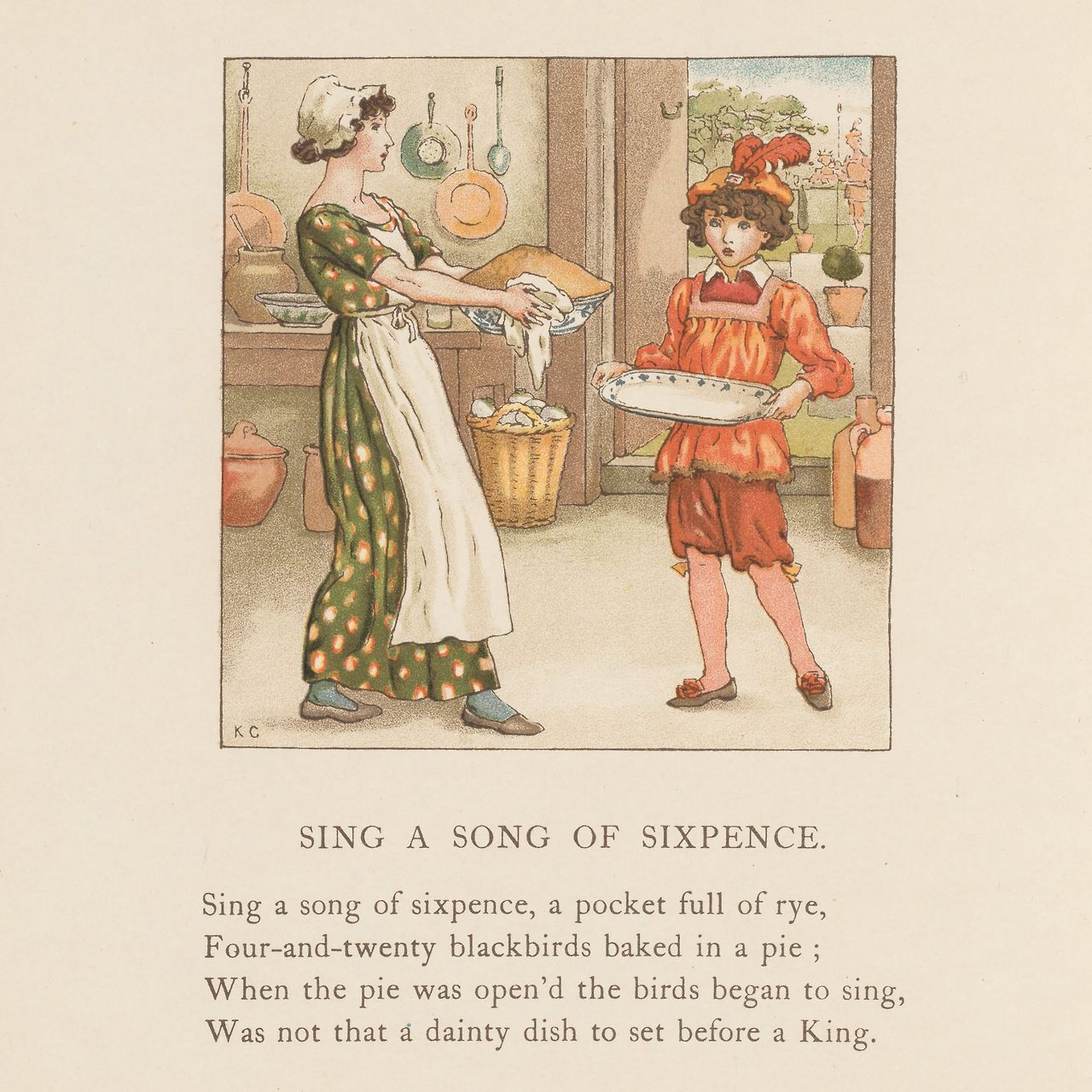
エリザベス・フォン・アーニム著『4月生まれの赤ちゃんの曲集～6ペンスの歌を歌おう』（1900年）より。
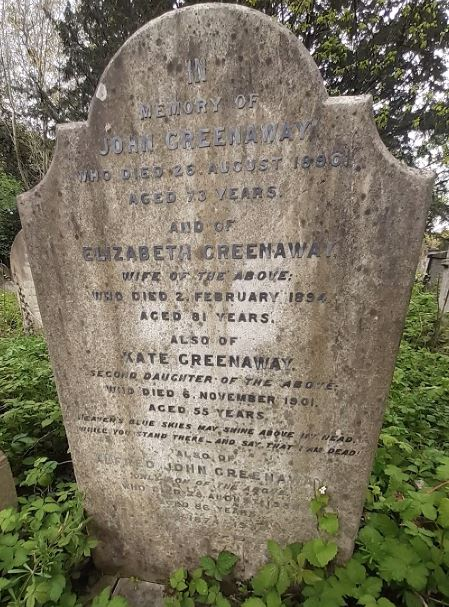
ハムステッド墓地にあるケイトの墓。

## 挿絵
- Kingston, William, Infant Amusements, or How to Make a Nursery Happy, 1867.
- Aulnoy, Marie, Madame D'Aulnoy's Fairy Tales, 9 v., Gall and Inglis, 1871.
- Aunt Louisa's London Toy Books: Diamonds and Toads, Warne, 1871.
- Jeune, Margaret S., My School Days in Paris, London, Griffith and Farran, 1871.
- Knox, Kathleen, Fairy Gifts; or, A Wallet of Wonders, Griffith & Farran, 1874.
- Aunt Cae, The Children of the Parsonage, Griffith & Farran, 1874.
- Mulholland, Rosa, Puck and Blossom, Marcus Ward, 1874.
- Hill, Miranda, The Fairy Spinner, Marcus Ward, 1874.
- Jerrold, Alice, A Cruise in the Acorn, London, Marcus Ward, 1875.
- Clark, Mary Senior, Turnaside Cottage, London, Marcus Ward, 1875.
- Potter, Frederick Scarlett, Melcomb Manor: A Family Chronicle, London, Marcus Ward, 1875.
- Children’s Songs, London, Marcus Ward, c. 1875.
- Knox, Kathleen, Seven Birthdays; or, The Children of Fortune, Griffith & Farran, 1875.
- 'Quiver of Love, a Collection of Valentines' (with Walter Crane), Marcus Ward, 1876.
- LaBlanche, Fanny, Starlight Stories Told to Bright Eyes and Listening Ears, Griffith & Farran, 1877.
- Russell, Rutherford, Tom Seven Years Old, London, Marcus Ward, 1877.
- Hunt, Mrs. Bonavia, Poor Nelly, London, Cassell, Petter, Gilpin, 1878.
- Campbell, Lady Colin, Topo: A Tale About English Children in Italy, Marcus Ward, 1878.
- Yonge, Charlotte Mary, Heartsease; or The Brother’s Wife, Macmillan, 1879.
- Yonge, Charlotte Mary, The Heir of Redclyffe, Macmillan, 1879.
- Pollock, Walter Herries, Amateur Theatricals, London, Macmillan, 1879.
- Toyland, Trot’s Journey and Other Poems and Stories, New York, R. Worthington, c. 1879
- Weatherly, George, The “Little Folks” Painting Book, Cassell, Petter, Gilpin, 1879.
- Weatherly, George, The “Little Folks” Nature Painting Book, Cassell, Petter, Gilpin 1879.
- A Favorite Album of Fun and Fancy, London, Cassell, Petter, Gilpin, c. 1879.
- Haile, Ellen, Three Brown Boys and Other Happy Children, New York, Cassell & Co., c. 1879.
- Haile, Ellen, The Two Gray Girls and Their Opposite Neighbours, New York, Cassell & Co., c. 1879.
- Under the Window, London, George Routledge, 1879. Engraved and colour printed by Edmund Evans.
- Barker, Mrs. Sale, Kate Greenaway's Birthday Book, London, George Routledge, 1880. Engraved and colour printed by Edmund Evans.
- Freddie’s Letter: Stories For Little People, London, Routledge, 1880.
- The Old Farm Gate, London, George Routledge, c. 1880.
- Lang, Andrew, The Library, London, Macmillan and Company, 1881.
- Locker, Frederick, London Lyrics, London, Macmillan and Company, 1881.
- Mother Goose; or, The Old Nursery Rhymes, London, Routledge, 1881. Engraved and colour printed by Edmund Evans.
- Foster, Myles Burkett, A Day in a Child’s Life, London, Routledge, 1882. Engraved and colour printed by Edmund Evans.
- Ranking, Montgomerie and Tully, Thomas K., Flowers and Fancies; Valentines Ancient and Modern, Marcus Ward, 1882.
- Weatherly, F. E., The Illustrated Children’s Birthday Book (with others), London, W. Mack, 1882.
- Taylor, Ann and Jane, Little Ann and Other Poems, London, Routledge, 1883. Engraved and colour printed by Edmund Evans.
- Zimmern, Helen, Tales from the Edda, London, Sonnenschein, 1883.
- Language of Flowers, London, Routledge, 1884. Engraved and colour printed by Edmund Evans.
- A Painting Book By Kate Greenaway, London, George Routledge, 1884. Engraved and colour printed by Edmund Evans.
- Ellice, Robert, compiler, Songs for the Nursery: A Collection of Children’s Poems, Old and New, W. Mack, 1884.
- Kate Greenaway’s Christmas Carols, London: George Routledge, c. 1884.
- Kate Greenaway's Alphabet, London, Routledge, 1885. Engraved and colour printed by Edmund Evans.
- Kate Greenaway's Album, London, Routledge, c. 1885. Engraved and colour printed by Edmund Evans. (only eight copies were printed)
- Marigold Garden: Pictures and Rhymes, London, Routledge, 1885. Engraved and colour printed by Edmund Evans.
- Mavor, William, English Spelling Book, London, Routledge, 1885. Engraved and colour printed by Edmund Evans.
- Ruskin, John, editor, 'Dame Wiggins of Lee and Her Seven Wonderful Cats, London, George Allen, 1885.
- A Apple Pie: An Old-Fashioned Alphabet Book, London, Routledge, 1886. Engraved and colour printed by Edmund Evans.
- Harte, Bret, The Queen of the Pirate Isle, Chatto & Windus, 1886. Engraved and colour printed by Edmund Evans.
- Baby's Birthday Book, London, Marcus Ward, 1886.
- Allingham, William, Rhymes for the Young Folk, Cassell and Co., 1887. Engraved and colour printed by Edmund Evans.
- Queen Victoria's Jubilee Garland, London, George Routledge, 1887. Engraved and colour printed by Edmund Evans.
- Browning, Robert, The Pied Piper of Hamelin, London, Routledge, 1888. Engraved and colour printed by Edmund Evans.
- Around the House, New York, Worthington, 1888.
- Kate Greenaway's Book of Games, London, Routledge, 1889. Engraved and colour printed by Edmund Evans.
- Cresswell, Beatrice F., The Royal Progress of King Pepito, London, Society for Promoting Christian Knowledge, 1889. Engraved and colour printed by Edmund Evans.
- Arnim, Mary Annette, The April Baby's Book of Tunes, London and New York, Macmillan, 1900. The first use of colour-lithography on any of Kate’s Books.
- Spielmann, Mabel H., Littledom Castle and Other Tales (with others), London, George Routledge, 1903.
- Dobson, Austin, De Libris Prose and Verse (with others), London, Macmillan, 1908, 1911.
- Almanack, London, Routledge, 1883–1895. Engraved and colour printed by Edmund Evans.

### 引用
1. ↑  短い上着と長いズボンをボタンでつないだ、少年用の服。ブリーチングも参照。
2. 1 2  Devereux, 49-50
3. 1 2 3 4 5  Carpenter, 225
4. 1 2 3  Spiegel, 53
5. 1 2 3 4 5 6 7 8 9 10 11 12 13 14 15  （英語）
6. ↑  Devereux, 50
7. ↑  Ina Taylor, The Art of Kate Greenaway: A Nostalgic Portrait of Childhood (Gretna, LA: Pelican, 1991),13.
8. 1 2  Devereux, 53
9. 1 2 3 4 5 6  Devereux, 57-60
10. 1 2  Carpenter, 226
11. 1 2  Spielmann, 43
12. ↑  Huneault, 611
13. 1 2  Greenaway Papers, USM de Grummond Library. Accessed October 4, 2017
14. ↑  Spielmann, 49
15. 1 2  Devereux, 60
16. ↑  Rudikoff, 409
17. ↑  Spielmann, 48
18. ↑  Danger, 311
19. ↑  Keenan, James. (2003) The Art of the Bookplate. Barnes & Noble. ISBN 9780760746967, 23-24
20. ↑  “Women's Art at the World's Columbian Fair & Exposition, Chicago 1893”. 2018年7月29日閲覧。
21. ↑  K is for Kate.Cleveland Museum of Art（クリーブランド美術館）。2017年9月18日に取得

## 参考資料
- Benezit Dictionary of Graphic Artists and Illustrators, Vol 1. (2012). New York: Oxford University Press. ISBN 978-0-19-992305-2 p. 488
- Darton, F. J. (2011). Children’s Books in England: Five Centuries of Social Life. Ed. Brian Alderson, New York: Cambridge UP. ISBN 9781108033817
- Hahn, Daniel. (2015) The Oxford Companion to Children's Literature. New York: Oxford University Press. ISBN 978-0-19-969514-0
- Robert W. Kiger (ed.). (1980) Kate Greenaway: Catalogue of an Exhibition of Original Artworks and Related Materials Selected from the Frances Hooper Collection at the Hunt Institute. ISBN 0-913196-33-9
- Shuster, Thomas E. and Rodney K. Engen. (1986). Printed Kate Greenaway: A Catalogue Raisonné. ISBN 0-9511752-0-3